# Mongrel
Mongrel är ett musikalbum av The Bob Seger System som utgavs 1970 på skivbolaget Capitol Records. Albumet kom att nå plats 171 på Billboard 200-listan. Efter att skivan utgivits upplöstes gruppen och Seger gav ut det akustiska soloalbumet Brand New Morning 1971.

## Låtlista
Alla låtar är komponerade av Bob Seger, utom spår 10 av Jeff Barry, Ellie Greenwich och Phil Spector. 
1. "Song to Rufus" – 2:46
2. "Evil Edna" – 3:12
3. "Highway Child" – 2:49
4. "Big River" – 3:10
5. "Mongrel" – 2:22
6. "Lucifer" – 2:27
7. "Teachin' Blues" – 1:59
8. "Leanin on My Dream" – 3:16
9. "Mongrel Too" – 3:16
10. "River Deep – Mountain High" – 7:24